# Máy ảnh 360 độ

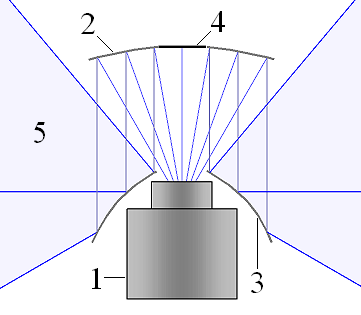
Cơ chế thu nhận ảnh của máy ảnh 360 độ với 2 gương:
1. Máy ảnh
2. Gương trên
3. Gương dưới
4. "Điểm đen"
5. Vùng quan sát (màu xanh nhạt)

Trong nhiếp ảnh, máy ảnh toàn phương hay máy ảnh 360 độ là một loại máy ảnh có phạm vi quan sát bao quát gần như một hình cầu hoặc ít nhất là một đường tròn theo phương ngang. Loại máy ảnh này có nhiều ứng dụng quan trọng trong các lĩnh vực cần độ quan sát bao quát không gian rộng, ví dụ như ảnh toàn cảnh hoặc sử dụng cho robot.